# Dolichiscus tanimbar
Dolichiscus tanimbar là một loài chân đều trong họ Austrarcturellidae. Loài này được Poore miêu tả khoa học năm 1998.